# Sol de Carvalho
Sol de Carvalho, cuyo nombre completo es João Luis Sol de Carvalho (Beira, Mozambique, 1953), es un político, productor, guionista y director de cine de Mozambique vinculado desde hace años a la industria cinematográfica de su país.

## Actividad profesional
Estudió en el Conservatorio Nacional de Cine de Lisboa y estuvo activo en la oposición al gobierno de António de Oliveira Salazar. Trabajó en Portugal como periodista y fotógrafo antes de regresar a su país. En Mozambique se incorporó a la organización político-militar Frente de Liberación Mozambiqueño que tenía como objetivo la independencia del país, lo que se logró en 1975 tras los acuerdos de Lusaka y Sol de Carvalho fue nombrado director del Serviço Nacional da Radio Moçambique. Desde 1979 trabajó con Mia Couto y Albino Magaia en la revista Tempo. 
Ingresó a la actividad cinematográfica en 1984 y es el fundador y director general de la productora PROMARTE, con sede en Maputo. Produjo más de una veintena de documentales institucionales, cinco series televisivas y varios cortometrajes de ficción, y en 2005 dirigió el cortometraje A janela.
Su primer largometraje, O Jardim do Outro Homem, estrenado en 2007 es una historia de solidaridad femenina vinculada a las dificultades que sufren en  Mozambique -y en otros países- las mujeres, centrado particularmente en aquellas que desean educarse. El filme integró la selección oficial de Global Film Initiative, una organización sin fines de lucro que apoya la cinematografía de los países en vías de desarrollo y promueve el entendimiento intercultural; se vale de programas educativos para alumnos de escuelas secundarias, exhibiciones fílmicas itinerantes y subsidios para películas de ficción. Fue el primer largometraje rodado en Mozambique después de 20 años.
Dirigió después varias películas documentales y a mediados de la década de 2010 elaboró durante cuatro años una serie de 23 episodios sobre la guerra civil de Mozambique, para lo cual realizó unas 150 entrevistas en diversos países.
En 2017 estrenó el largometraje Mabata Bata, que se exhibió en el Festival Internacional de Cine de Róterdam y fue galardonada con varios premios. La película, basada en una novela de Mia Couto, parte de la narración de la explosión de una mina colocada durante la guerra civil para referirse al tema de los rituales y la reconciliación.

## Opiniones
Sol de Carvalho explicó en un reportaje realizado a propósito de Mabata Bata:

”Descubrí que, no en la posición de los dirigentes sino en el terreno, existe un ritual de reconciliación de larga fecha, desde el momento en que los trabajadores partían a las minas. En las sociedades animistas, el espíritu de un muerto vive dentro de otro miembro de la familia o de la comunidad. Cuando se produce una muerte violenta, el ritual del luto y del funeral es totalmente diferente, puesto que el espíritu erra y “llama a la puerta”, creando problemas en la familia....La reconciliación es una negociación...En Mozambique, para alcanzar la paz, el simple perdón no sería realista: no podemos olvidar. La guerra se opone permanentemente al desarrollo del país, reduciendo al máximo cualquier iniciativa. Pero toda solución alternativa es terriblemente frágil. El mundo espiritual de Mozambique ofrece diversas posibilidades. Los rituales son necesarios....los rituales y las negociaciones deben coexistir.

## Filmografía
Productor
- Pele de Luz (cortometraje documental, 2018)
- Geração da Independência (documental, 2018)
- Madness (cortometraje, 2018)
- Mabata Bata (2017)
- Operação Angola: Fugir para lutar (documental, 2015)
- A Terra dos Nossos Avós (cortometraje documental, 2012)
- Impunidades Criminosas (cortometraje documental, 2012)
- O Búzio (Short) (cortometraje, 2009)
- O Jardim do Outro Homem  (2007)

director
- Geração da Independência (documental, 2018)
- Mabata Bata (2017)
- Caminhos da Paz (2012)
- Monzambique Paths of Peace (documental, 2012)
- Impunidades Criminosas (cortometraje documental, 2012)
- O Búzio (Short) (cortometraje, 2009)
- O Jardim do Outro Homem  (2007
- A janela (cortometraje, 2005)

guionista
- Mabata Bata (2017)
- Impunidades Criminosas (cortometraje documental, 2012)
- O Jardim do Outro Homem  (2007

actor
- A Costa dos Murmúrios (2004) …pianista

primer asistente de dirección
- Vreme leoparda  (1985)

como él mismo
- Soft Vengeance: Albie Sachs and the New South Africa  (documental, 2014)

## Premios y nominaciones
La película Mabata Bata fue galardonada con los siguientes premios:
II Festival Atlantis Film Awards
- Mabata Bata ganadora de una Mención Especial.[12]

Premios CinEuphoria 2018
- Tiago Cardoso y Dinis Henriques, nominados por Mabata Bata para el Premio a los Mejores Efectos Especiales en la competencia nacional
- Louiggi Junior nominado  por Mabata Bataal Premio al Mejor Vestuario en la competencia nacional
- Pierre Dufloo nominado  por Mabata Bata al Premio a la Mejor Música Original en la competencia nacional

Festival Panafricano de Cine y Televisión de Uagadugú
- Jorge Quintela, ganador  por Mabata Bata del Premio a la Mejor Fotografía de un Largometraje de Ficción.
- André Guiomar, ganador del Premio al Mejor Montaje.

Premio Antonio Loja Neves de la Federação Portuguesa de Cineclubes (FPCC).
- Mabata Bata ganadora del Premio a la Mejor Película.[13]

Festival Internacional de Cine Árabe de Kazan, Rusia, 2019
- Mabata Bata, ganadora del Premio Diálogos de Culturas en el Mundo Islámico

Festival de Cine Independiente de Nueva York, 2019
- Mabata Bata, ganadora del Premio  a la Mejor Película de Ficción

Festival de Cine Africano de Luxor, 2019
- Mabata Bata, ganadora del Premio Radwan El-Kashef a la Mejor Película sobre un tema africano.

Plateau - Festival Internacional de Cine (Cabo Verde)
- Mabata Bata, ganadora del Premio  a la Mejor Película

Festival de Cine Africano de  Angers, 17 edición
- Mabata Bata, ganadora del Premio del Jurado Joven  a la Mejor Película

Festival Afroamericano Langston Hughes (LHAAFF), 2019
- Mabata Bata, ganadora del Premio a la Mejor Película